# Jonathan Moyo
Pour les articles homonymes, voir Moyo.
Jonathan Nathaniel Moyo, né le 12 janvier 1957, est un homme politique zimbabween. C'est un ancien ministre de Robert Mugabe.